# Bai Ling

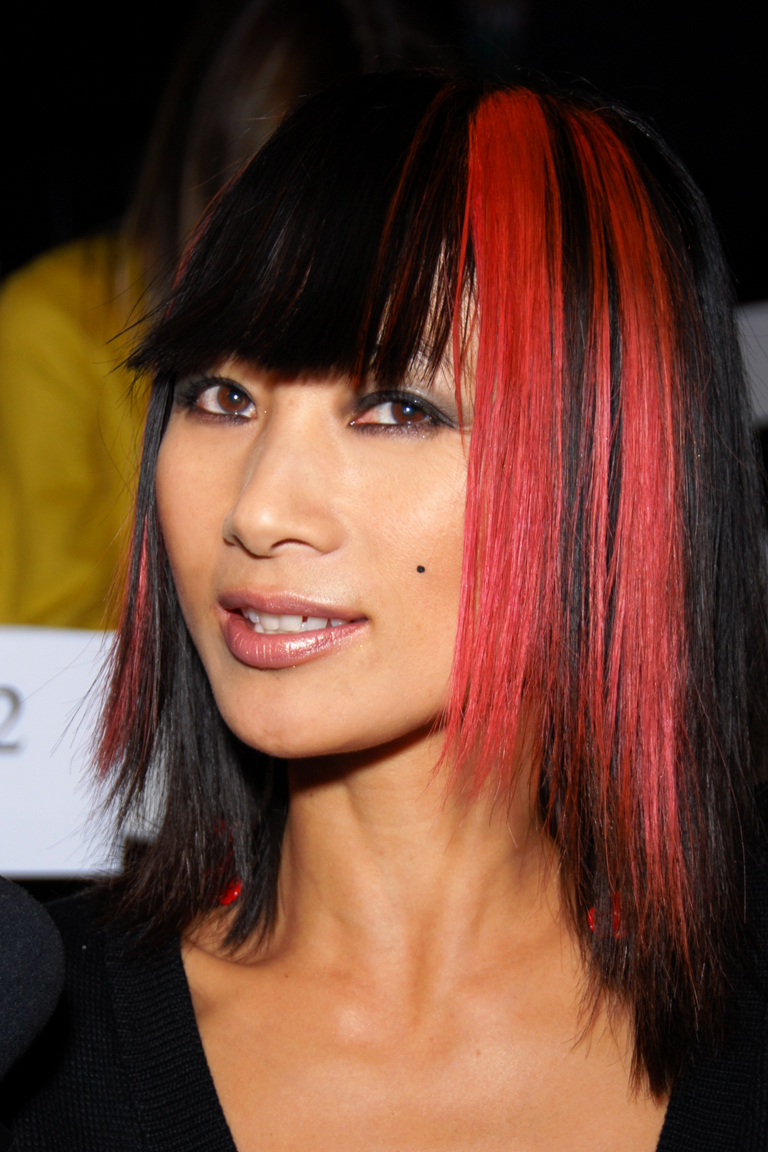
Bai Ling (2007)

Bai Ling (chinesisch 白靈 / 白灵, Pinyin Bái Líng; * 10. Oktober 1966, 1970 oder 1971 in Chengdu, Sichuan) ist eine chinesische Schauspielerin.

## Leben
Bai Ling zählt neben Gong Li und Zhang Ziyi zu den bekanntesten Schauspielerinnen der Volksrepublik China. Sie trat schon früh mit einem Kinderchor auf. Als 14-Jährige wurde sie für die Armee rekrutiert und kam dabei für drei Jahre mit einer Theatergruppe nach Tibet. Nach ihrer Armeezeit ging sie nach Peking und spielte dort ebenfalls Theater. Sie engagierte sich 1989 während der Studentenproteste, die am Tian’anmen-Platz blutig niedergeschlagen wurden. 1991 emigrierte sie in die USA und nahm Schauspielunterricht an Lee Strasbergs berühmtem Actors Studio in New York City. Nach zahlreichen Rollen in Hollywood ist sie heute auch wieder in chinesischen Produktionen zu sehen.
Neben ihrer Filmkarriere ist Bai Ling auch für ihre aufsehenerregenden und oft provokanten Auftritte bei großen Medienereignissen bekannt. In ihrer Funktion als offizielles Jurymitglied der Berlinale erschien sie meist in Kleidern, die sehr viel Haut zeigten und sie zu einem Lieblingsmotiv der Presse machten. Seitdem wird oft (und reich bebildert) über die „schöne Chinesin“ berichtet.
Im Juni 2005 zierte sie als erste Frau aus der Volksrepublik China das Titelblatt des amerikanischen Herrenmagazins Playboy. Weil ihre Szenen als Senatorin Bana Breemu aus dem (damals noch nicht vollendeten) Kinofilm Star Wars: Episode III – Die Rache der Sith entfernt wurden, behauptete Ling, die Fotos aus dem Playboy seien der Grund dafür. George Lucas dementierte dies jedoch umgehend – die Szenen seien aus filmtechnischen Gründen geschnitten worden.
Ling wirkte außerdem in der US-amerikanischen Show They Can Act – But Can They Sing? mit.
Sie spielte die Hauptrolle in dem Kinofilm Shanghai Baby, einer Adaption des gleichnamigen Buches der chinesischen Autorin Zhou Wei Hui, das in China verboten wurde und einer Bücherverbrennung anheimfiel. Außerdem hatte sie 2007 einen Gastauftritt in einer Episode der amerikanischen Erfolgsserie Lost.
Im Februar 2008 wurde Bai Ling am Los Angeles International Airport wegen Ladendiebstahls von zwei Zeitschriften und einem Päckchen Batterien kurzzeitig festgenommen. Im März 2008 bekannte sie sich der „Störung der Ordnung“ für schuldig und wurde hierfür zu einer Strafzahlung von 200 US-Dollar verurteilt. Sie nahm außerdem an der 5. Staffel der Reality-TV-Show Celebrity Rehab with Dr. Drew teil und ließ sich während eines Drogenentzuges begleiten.

## Filmografie (Auswahl)
- 1987: Shan cun feng yue
- 1988: Hu guang

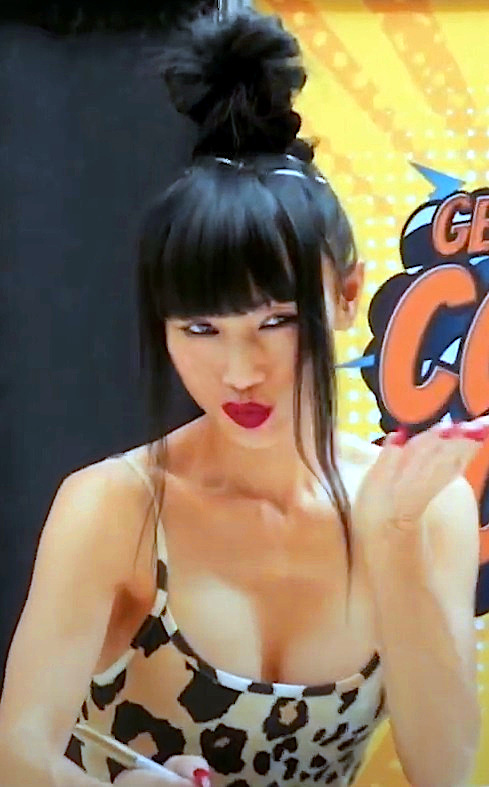
Bai Ling (2019)

- 1993: Homicide (Fernsehserie, Folge 1x07 And the Rockets' Dead Glare)
- 1994: Schluß mit lustig (Dead Funny)
- 1994: The Crow – Die Krähe (The Crow)
- 1995: Dead Weekend (Fernsehfilm)
- 1995: Nixon – Untergang eines Präsidenten (Nixon)
- 1997: Red Corner – Labyrinth ohne Ausweg (Red Corner)
- 1998: Somewhere in the City
- 1999: Wild Wild West
- 1999: Anna und der König (Anna and the King)
- 2000: Angel – Jäger der Finsternis (Angel, Fernsehserie, Folge 1x13 She)
- 2001: Monkey King – Ein Krieger zwischen den Welten (The Lost Empire, Fernsehfilm)
- 2001: Dark Species – Die Anderen (The Breed)
- 2002: Face
- 2002: Virtual Storm (Storm Watch)
- 2003: Taxi 3
- 2003: Paris
- 2004: My Baby’s Daddy
- 2004: The Beautiful Country
- 2004: She Hate Me
- 2004: Dumplings – Delikate Versuchung (Jiao zi)
- 2004: Sky Captain and the World of Tomorrow
- 2005: Star Wars: Episode III – Die Rache der Sith (Star Wars: Episode III – Revenge of the Sith)
- 2005: Edmond
- 2006: Man About Town
- 2006: Row your boat
- 2006: Southland Tales
- 2007: Shanghai Baby
- 2007: Lost (Fernsehserie, Folge 3x09 Fremd in fremdem Land)
- 2007: The Gene Generation
- 2008: Dim Sum Funeral
- 2009: Crank 2: High Voltage
- 2010: Love Ranch
- 2010: Der Magier (Magic Man)
- 2010: Locked Down
- 2010: Circle of Pain
- 2010: The Confidant
- 2010: Petty Cash
- 2010: The Lazarus Papers
- 2011: The Bad Penny
- 2012: Hawaii Five-0 (Fernsehserie, Folge 3x04 Popilikia)
- 2012: Lord of the Elves – Das Zeitalter der Halblinge (Lord of the Elves)
- 2013: Speed Dragon
- 2013: Game of Assassins (The Gauntlet)
- 2013: American Girls
- 2013: Blood Shed
- 2014: The Key
- 2015: ABCs of Superheroes (ABCs of Superheroes)[7]
- 2015: 6 Ways to Die – Rache ist niemals einfach (6 Ways to Die)
- 2015: Assassin’s Game (Terms & Conditions)
- 2015: Sacred Blood
- 2015: Samurai Cop 2: Deadly Vengeance
- 2016: Everlasting
- 2016: Shanghai Wang
- 2016: Beyond the Game
- 2016: Better Criminal
- 2017: Maximum impact
- 2017: Call Me King
- 2018: Detective Chinatown II (Tang ren jie tan an 2)
- 2018: Dead Ringer
- 2019: Exorcism at 60,000 Feet
- 2019: The Final Level: Flucht aus Rancala (The Final Level: Escaping Rancala)
- 2019: The Abortionist
- 2020: Der Pfad des Legionärs (Legionnaire's Trail)
- 2020: Airliner Sky Battle
- 2021: Banking on Christmas (Fernsehfilm)
- 2021: Venus as a Boy
- 2021: Fast Vengeance
- 2021: Hustle Down
- 2022: Jack Be Nimble
- 2022: Lockdown
- 2022: Pig Killer
- 2023: Barbee Rehab (Fernsehserie)
- 2023: Johnny & Clyde
- 2023: Buckle Up
- 2023: My Red Neck Neighbor
- 2023: Things Like This
- 2023: Mega Ape
- 2023: Phoenix
- 2023: Back Home
- 2023: Scalper
- 2023: Great Kills (Fernsehserie)
- 2024: Baba Yaga
- 2024: The Haunted Studio
- 2024: The Keepers of the 5 Kingdoms
- 2024: The Omicron Killer
- 2024: Unspeakable – Beyond the Wall of Sleep
- 2024: Down Below
- 2024: Hu Die Da Shia
- 2024: A Hard Place
- 2024: Desert Fiends
- 2025: Werewolf Game